# IFPI Chile
IFPI Chile ist ein lokaler Verband der International Federation of the Phonographic Industry in der Republik Chile und repräsentiert die chilenische Musikindustrie. Die Organisation kontrolliert Verkaufszahlen der im Land verkauften Alben und Singles, vergibt Musikauszeichnungen und überprüft Musiklizenzen.

## Verleihungsgrenzen der Tonträgerauszeichnungen
Die Verleihungsgrenzen für Musikauszeichnungen liegen ab dem Jahr 2007 für alle Ausgaben bei 7.500 verkaufte Tonträger für eine Goldene Schallplatte und bei 15.000 verkauften Einheiten für eine Platin-Auszeichnung. Ab 30.000, 45.000 usw. entsprechen Doppel-, Dreifach- usw. Platin. 2015 wurden die Verleihungsgrenzen noch einmal gesenkt.
| Auszeichnung | 10. Dezember 1994 bis Mai 2001 | Juni 2001 bis 2006 | 2007 bis 2014 | 2015 bis 2019 | seit 2020 |
| ------------ | ------------------------------ | ------------------ | ------------- | ------------- | --------- |
| Gold         | 15.000                         | 10.000             | 7.500         | 5.000         | 2.500     |
| Platin       | 25.000                         | 20.000             | 15.000        | 10.000        | 5.000     |
| 2× Platin    | 50.000                         | 40.000             | 30.000        | 20.000        | 10.000    |
| …            |                                |                    |               |               |           |

Die Single-Auszeichnungen werden in Chile seit 2013 vergeben. Dabei entsprechen 100 Musikstreams einem Verkauf.
| Auszeichnung | 2013–2017 | 2018–2019 | seit 2020 |
| ------------ | --------- | --------- | --------- |
| Gold         | 40.000    | 60.000    | 90.000    |
| Platin       | 80.000    | 120.000   | 200.000   |
| 2× Platin    | 160.000   | 240.000   | —         |
| …            |           |           |           |
| Diamant      | —         | 500.000   | 400.000   |